# Episkopi Cantonment
Episkopi Cantonment (nowogr. Φρουρά Επισκοπής translit. Frourá Episkopī́s) – siedziba dowództwa suwerennych baz wojskowych Akrotiri i Dhekelia, brytyjskiego terytorium zamorskiego na Cyprze.
Episkopi Cantonment znajduje się w zachodniej części obszaru Suwerennej Bazy Zachodniej (Akrotiri), 5 km na zachód od wsi Episkopi. Chociaż nie jest to największa brytyjska baza wojskowa na wyspie, to jednak jest ona siedzibą zarówno administracji cywilnej, jak i wojskowej. Episkopi Cantonment jest także centrum dowodzenia Brytyjskich Sił Zbrojnych na Cyprze oraz Policji SBAP.
W granicach Episkopi Cantonment znajduje się także: szkoła podstawowa, gimnazjum St. John’s School, placówki medyczne, sklepy, placówka Banku Cypru oraz obiekty rekreacyjne.

## Transport
Przez Episkopi Cantonment przebiega droga B6, która w kierunku zachodnim prowadzi do Pafos, a w kierunku wschodnim do Limassol.
W północnej części Episkopi Cantonment znajduje się lądowisko dla helikopterów.